# Калимуллин, Флюр Магсумович
 Флюр Магсу́мович Калиму́ллин  (род. 25 августа 1958, Октябрьский, Башкирская АССР, РСФСР) — советский и российский спидвейный гонщик, чемпион России и вице-чемпион СССР в командном зачёте, вице-чемпион России и чемпион Украины в личном зачёте.

## Биография
Брат спидвейного мотогонщика Фарита Калимуллина, отец спидвейного гонщика Максима Калимуллина.
Стал заниматься спидвеем в Октябрьском с 1975 года, с 1976 – в команде мастеров «Нефтяник», дебют в командном чемпионате СССР – 1977 год. Уже в 1978 году гонщик стал бронзовым призёром чемпионата СССР среди юниоров, а в 1979 году – чемпионом. В составе «Нефтяника» выиграл в 1978 году чемпионат Первой лиги и вышел в Высшую лигу КЧ СССР, где в 1982 году выиграл бронзовые, а в 1983 году – серебряные медали.
В 1990 году на один сезон покинул Октябрьский из-за конфликта с руководством клуба, перейдя в львовский СКА, в составе которого стал вице-чемпионом СССР и чемпионом Украины, однако уже на следующий год вернулся в октябрьский «Строитель».  В 1992 году стал вице-чемпионом России в личном зачете..
Сезон 1996 года из-за отсутствия команды в Октябрьском провел в Мега-Ладе-2, вновь вернувшись в Октябрьский в 1997 году, где впервые выиграл золото чемпионата России. Успех был повторен в 1999 и 2000 годах.
В 2004 году перешёл в молодую команду "Турбина" из Балаково, где провел сезоны 2004—2007 годов, проведя на треке, таким образом, 30 лет (1977—2007) и поддерживая высокую профессиональную форму до 50 лет.
После завершения спортивной карьеры занимается тренерской работой в СТК «Башкирия».

## Среднезаездный результат
| Лига        | 1977            | 1978            | 1979                  | 1980              | 1981         | 1982           | 1983         | 1984         | 1985         | 1986           | 1987           | 1988               | 1989               | 1990             | 1991             | 1992            |
| ----------- | --------------- | --------------- | --------------------- | ----------------- | ------------ | -------------- | ------------ | ------------ | ------------ | -------------- | -------------- | ------------------ | ------------------ | ---------------- | ---------------- | --------------- |
| (ВЛ) /      | -               | -               | ??? Нефтяник          | ??? Нефтяник      | ??? Нефтяник | 2,460 Нефтяник | ??? Нефтяник | ??? Нефтяник | ??? Нефтяник | 2,317 Нефтяник | 2,292 Нефтяник | -                  | 2,286 Нефтяник     | 2,897 СКА        | 2,195 Строитель  | 1,952 Строитель |
| (1Л)        | ??? Нефтяник    | ??? Нефтяник    | -                     | -                 | -            | -              | -            | -            | -            | -              | -              | ??? Нефтяник       | -                  | -                | -                | -               |
| Лига        | 1993            | 1994            | 1995                  | 1996              | 1997         | 1998           | 1999         | 2000         | 2001         | 2002           | 2003           | 2004               | 2005               | 2006             | 2007             | 2008            |
| Флаг России | 2,900 Строитель | 2,400 Строитель | 1,261 Лукойл-Башкирия | 2,256 Мега-Лада-2 | 1,714 Лукойл | 1,733 Лукойл   | 2,455 Лукойл | 2,500 Лукойл | 1,800 Лукойл | 2,068 Лукойл   | 1,935 Лукойл   | 2,274 СТМК Турбина | 2,093 СТМК Турбина | 2,276 СК Турбина | 2,200 СК Турбина | -               |

## Достижения
| - Чемпионат СССР/СНГ по спидвею среди юниоров: в личном зачёте — 3 место (1978), 1 место (1979) - Чемпионат СССР/СНГ по спидвею в командном зачёте — 3 место (1982), 2 место (1983, 1990, 1992) - Кубок СССР в личном зачёте — 2 место (1981) в парном зачёте — 1 место (1989) - Чемпионат России по спидвею в командном зачёте — 2 место (1993, 1994, 1995, 1998, 2001, 2002, 2003, 2007), 1 место (1997, 1999, 2000) в личном зачёте — 2 место (1992) - Чемпионат Украины по спидвею в личном зачёте — 1 место (1990) | На международных соревнованиях Взрослые соревнования ПЧМ — 7 место в ½ финала (1993) КЧМ — 16 место (1994) ЛЧМ — 13 место в континентальном ¼ финала (1978, 1986), 14 место в континентальном ½ финала (1993), 12 место континентальном ¼ финала (1994) ЛЧЕ (т) — 8 место в квалификации (1994) |  |